# A-7 (航空機・ソ連)
アントノフ A-7
- 用途：軍用グライダー
- 設計者：オリェーク・アントーノフ
- 製造者：
- 初飛行：1941年
- 生産数：400機
- 運用開始：1942年

アントノフ A-7（Antonov A-7）は、第二次世界大戦のソビエト連邦で開発された兵員輸送用の小型軍用グライダーである。

## 開発
1941年のドイツの侵攻の後間も無く赤軍の最高司令部は輸送グライダーの必要性を認識し、幾つかの設計局に開発を命じた。オリェーク・アントーノフは1939年に予備的に設計していた小型グライダーを提案した。この機は当初RF-8（Rot Front-8）という名称で、本質的にはスポーツ・グライダーのRF-7を大型化したものだった。評価試験の結果、搭乗者数を5名から7名（操縦士を含む）に増やした。
A-7は引き込み式の降着装置を持つ全木製の高翼機であった。
1941年遅くに評価が行われてA-7（Antonov, 7 人乗り）の名称で量産命令が出され、約400機が製造された。1942年遅くから1943年初めにかけて1,000リットルの燃料を搭載したタンカー・グライダーという通常とは異なる派生型がテストされた。これはイリューシン DB-3爆撃機に曳航され、航続距離を延長するために飛行中に給油するというものだったが、量産はされなかった。

## 運用の歴史
A-7はグリボフスキ G-11と共にソビエト連邦の輸送グライダーの大多数を占めた。両機はパルチザンへの食料、武器、機器、訓練要員の供給に使用された。最も集中的に使用されたのは1943年4月から11月にかけてベラルーシのポロツク-ベゴムル-レペル（Polotsk-Begoml-Lepel）地域であった。このときは数百機ものソビエト連邦のグライダー（全機種）が夜間輸送飛行に使用され、着陸後にグライダーは破壊されて操縦士は航空機で連れ戻された。グライダーは1944年にも幾つかの地域でパルチザンへの補給活動に使用された。敵の前線後方での破壊活動への補給にもグライダーは使用されたが、A-7の搭載量の少なさはこの種の任務には適していなかった。A-7は主にツポレフ SBやイリューシン Il-4爆撃機に曳航された。（イリューシン Il-4は2機のA-7を曳航できた）
少し変わった運用は1942年11月のモスクワからスターリングラードへの空中橋梁での使用であった。これはスターリングラード攻防戦中に戦車のエンジン冷却の不凍液を緊急に輸送するためのものであった。
A-7は成功作ではあったが他の小型グライダー（G-11）よりも搭載量が少なく、座席の配置と貨物室の中央部にある片持ち式の引き込み式降着装置が搭載貨物を限定していた。A-7は兵員 7名（操縦士を含む）又は900 kg (1,980 lb)までの貨物を搭載できた。

## 特徴
A-7は、長方形断面の混合材料（ほとんどが木材）のセミモノコック構造の高翼機であった。機首に操縦士1名分の操縦席、その後ろに6名分の貨物室があり：2名が横向きに前部（対面座）、2名が横向き（対面座）に後部、2名が前後向きに中央部（背面座）、胴体全部の左側と後部の右側に2枚扉があった（ドアを開ける前に全部左と後部右の座席を持ち上げねばならなかった）。ドアとドアの反対側の胴体には小さな丸窓が設けられていた。合板と羽布張りの主翼は3つの部分で構成され、降着装置は手動引き込み式でそのカンチレバーは貨物室2つの中央部の座席の間にあった。着陸距離を短くする場合は胴体下にソリを使用した。

## 運用
ソビエト連邦
- ソ連空軍

## 要目
- 乗員：1名

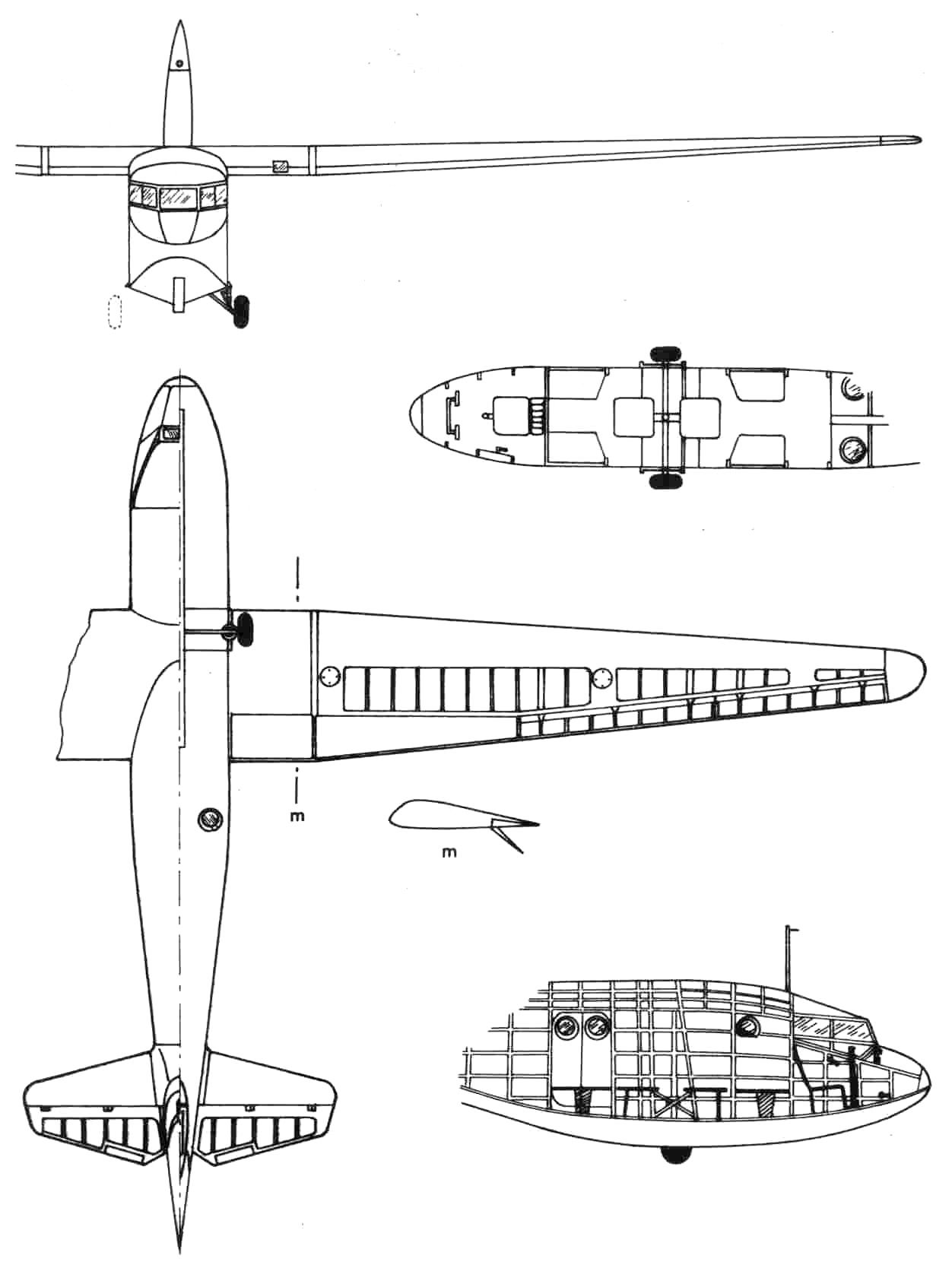

- 積載量：兵員 7名（操縦士を含む）又は900 kg (1,980 lb)
- 全長：10.54 m (34 ft 7 in)
- 全幅：18 m (59 ft 0½ in)
- 全高：1.53 m (5 ft)
- 翼面積：23.20 m² (250 ft²)
- アスペクト比：
- 空虚重量：955 kg (2101 lb)
- 全備重量：1760 kg (3782 lb)
- 最大離陸重量：1875 kg (4125 lb)
- 超過禁止速度：400 km/h (216 knots, 248 mph)
- 最大速度：300 km/h (162 knots, 186 mph)
- 最大滑空比：1 : 18（他の書籍では：22.5）